# Stemma di Lublino
Lo stemma di Lublino è uno dei simboli della città di Lublino, in Polonia. Lo stemma è stato istituito dal Consiglio Comunale di Lublino l'8 luglio 2004.
Lo stemma raffigura una capra argentata con corna ondulate e zoccoli dorati, posta in campo rosso e rivolta verso destra, che si arrampica dall'erba verde verso un cespuglio di vite verde.

## Simboli
La capra e la vite erano attributi della dea Venere (che simboleggia la fertilità della natura), da cui ebbe origine Giulia (secondo una leggenda citata da Vincenzo Kadłubek), la fondatrice della città. La capra è anche simbolo di amore e di Cristo. Lo sfondo rosso simboleggia forza e potenza.

## Storia
L'immagine più antica dello stemma di Lublino proviene da un documento del 1401 con il sigillo del Consiglio Comunale di Lublino. Il documento stesso risale probabilmente al XIV secolo.